# Val-Joly
Pour les articles homonymes, voir Val.
« Val Joly » redirige ici. Pour la station de sports d'hiver de Savoie, voir Hauteluce - Val Joly.
« ValJoly » est − dans le nord de la France (Eppe-Sauvage et communes voisines) − à la fois le nom d’un lac artificiel de 180 hectares réalisé peu avant 1970 et celui de la base nautique et de la base de loisirs qui y ont été construites. 

## Description

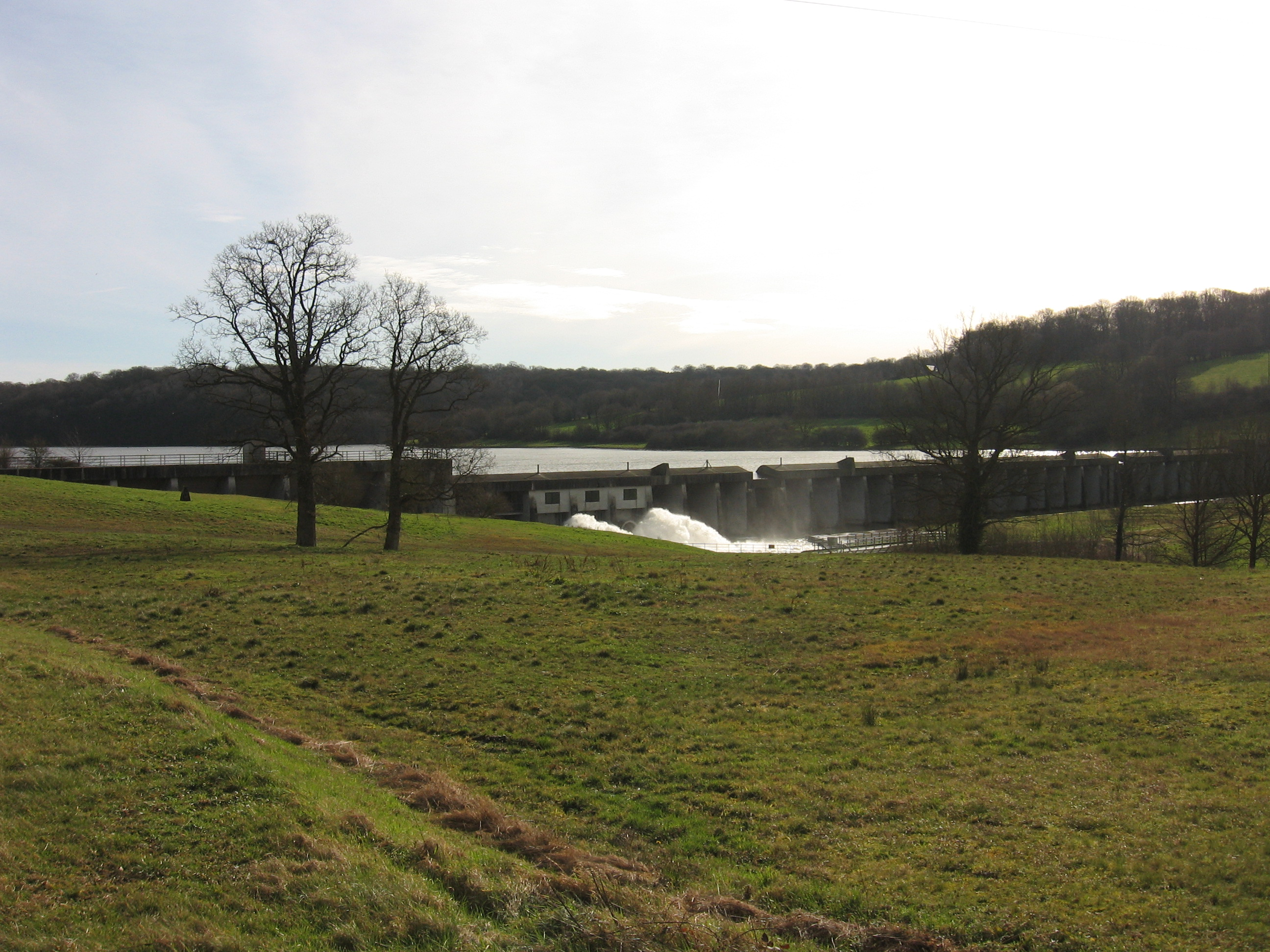
Barrage EDF, construit en aval du lac à la fin des années 1960, sur l'Helpe Majeure.

Créé en concomitance avec la construction d'un barrage (début des travaux en 1966, mise en eau en 1969), le lac du ValJoly est situé dans la vallée de l'Helpe Majeure à 175 m d’altitude par rapport au niveau de la mer, dans le département du Nord en France, sur la commune d'Eppe-Sauvage à 2 km de la frontière belge.
La forme sinueuse de ses 19 km de berges est donnée par la configuration de la vallée, elle-même déterminée par l'ancien lit majeur de la rivière l'Helpe Majeure et de deux de ses affluents locaux (Orbay et Voyon). 
Avec ses environ 3 500 m de long pour une largeur d’environ 250 mètres en son centre, c'est le plus grand lac de la région Nord-Pas-de-Calais, et le plus grand en France directement au nord de Paris.
Les visiteurs sont au nombre de 230 000 en 1991 et de 300 000 en 1996.
Depuis 2008, le parc départemental du ValJoly est devenu une station touristique.

## Fonctions du lac
Ce lac a trois fonctions. Il est ou à la fois :
- une retenue d’eau de 4,5 millions de m3 contenue par un barrage en béton armé, de 18 m de haut et 315 m de long créée dans les années 60 pour réguler le débit de l'Helpe Majeure ;
- une réserve d’eau constituée pour répondre aux besoins de refroidissement de l'ancienne centrale thermique (EDF) de Pont-sur-Sambre ;
- un plan d'eau adapté à la station touristique du ValJoly.

## Environnement

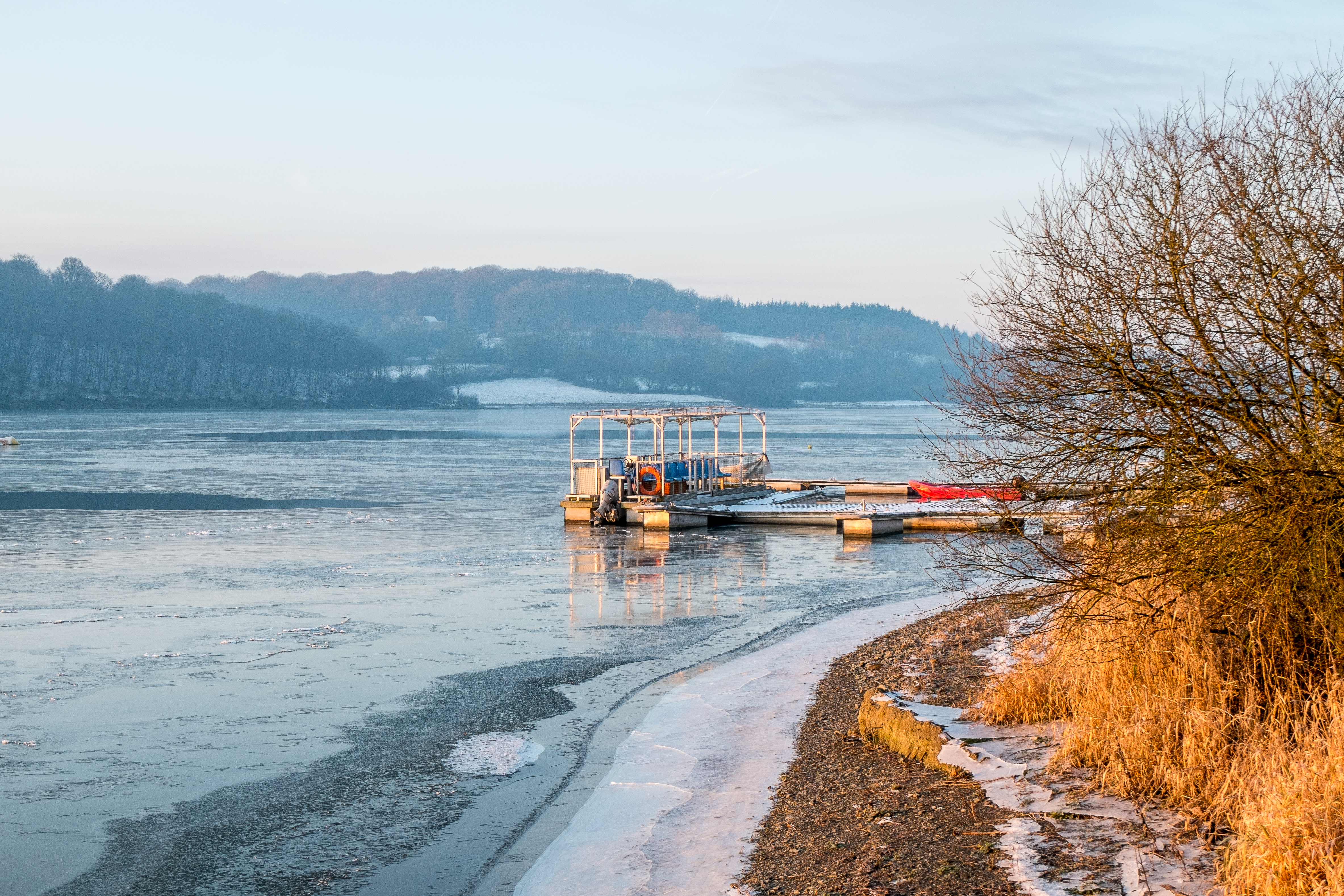
De la glace sur le lac en hiver

La proximité et l’ancienneté de vastes espaces confèrent à l'environnement de ce site une richesse écologique exceptionnelle. Il bénéficie de la proximité de milieux prairiaux et de bois et Forêts, du parc naturel régional de l'Avesnois, des forêts de Thiérache (Trélon, Fourmies, Hirson, Saint-Michel), de la forêt de Trélon et de ses lisières, de la Forêt domaniale du Val Joly, bois de Nostrimont et bois de Fetru, Queue de l'étang du Val Joly et prairies humides d'Eppe Sauvage, s'inscrivant pour tout ou partie dans le complexe écologique de la Fagne forestière (bois, étangs et bocage herbager de la Fagne et du plateau d'Anor, tous éléments paysagers classés pour leur valeur patrimoniale et écologique élevée.
La cigogne Noire et le balbuzard pêcheur sont deux exemples de bioindicateurs de milieux de grande qualité. Cette richesse écopaysagère a motivé le classement de ce site comme Zone naturelle d'intérêt écologique, faunistique et floristique, comme Zone d'intérêt communautaire pour les oiseaux et en Zone Natura 2000.
De grands projets d’urbanisation touristique de ce site ont à la fin des années 1990 et au début des années 2000 inquiété les naturalistes quant aux impacts environnementaux (directs et indirects, dans l'espace et dans le temps) qu’ils généreront ou pourraient générer. 
Une quantité importante de sédiments s'est accumulée dans le lac, notamment dans sa partie amont. Ces sédiments peuvent être pollués ou avoir une teneur en matière organique telle qu'ils contribueraient à expliquer la présence de bactéries indésirables (cyanobactéries, dont Anabaena,Aphanizomenon, Gomphospheria, Microcystis, Phormidium, Planktothrix, Pseudanabena et Snowella. 
5 septembre 2002 Anabaena ; Planktothrix ; Microcystis, etc.et le manque d'oxygène des couches profondes (en dessous de 3 m) du lac. 
Le barrage, bien qu'il soit de taille modeste par rapport aux grands barrages de montagne est un facteur de fragmentation écopaysagère de deux manières ; il coupe le continuum aquatique de l'Helpe Majeure (les poissons et crustacés ne peuvent plus remonter vers la source), et, pour les animaux et propagules de plantes, il est  moins facile à franchir transversalement en ce point de la vallée que l'Helpe telle qu'elle était autrefois à l'étiage. Il fait donc doublement obstacle aux migrations naturelles. L’étendue d’eau, et surtout son environnement boisé et prairial restent néanmoins, dans un contexte écologiquement très riche (un des motifs de justification du Parc naturel régional de l'Avesnois) un élément important de la Trame verte et bleue régionale, qui décline localement le réseau écologique paneuropéen.

### Qualité de l'eau
Selon l'Agence de l'eau, sur la base de données de l’été 2003 les teneurs en nutriments sont homogènes dans le lac. 

Les taux d'azote dissous (nitrates) étaient lors de ces analyses relativement bas, mais la turbidité et les taux de phosphore indiquaient une forte eutrophisation voire une dystrophisation (l'Agence a caractérisé le milieu comme « hypereutrophe »).
La régression et dégradation des sols agricoles et urbanisés du bassin versant amont de l’Helpe majeure est source de sédiments qui tendent à combler la zone amont du lac, dite le « Miroir », ainsi que l'eutrophisation du milieu entretiennent une turbidité anormale du lac

### Faune du lac
Le lac abrite de nombreuses espèces de poissons (ablette, brème bordelière, brème commune, chabot, carpe commune dont la forme dite carpe miroir, gardon, perche, rotengle, tanche, sandre, brochet, silure, achigan à grande bouche dont certaines (silure, par exemple) sont des espèces récemment introduites par l'homme). Ce lac fait de plus - pour les besoins de la pêche de loisir - l'objet de rempoissonnements fréquents (plus d'une tonne de gardons, 200 kg de carpes, 360 kg de tanches et 200 000 alevins de fingerlings et brochets en 2002, à titre d'exemple). 

Deux poissons (le chabot ; Cottus gobio) et la bouvière ; Rhodeus sericeus) sont classés « d'intérêt communautaire » pour l'Union européenne, ce qui signifie que leur conservation nécessite la désignation de zones spéciales de conservation.
Le lac du ValJoly abrite aussi quelques mollusques aquatiques d'eau douce, dont certains sont typiques des grands plans d'eau (Valvata piscinalis, Pisidium nitidum), mais il conserve encore Sphaerium corneum considéré comme typique des eaux courantes..
Les mollusques aquatiques les plus communs dans le lac sont (pour les années 2000) deux gastéropodes prosobranche de la famille des Bithyniidae : Bithynia tentaculata et Valvata piscinalis. Les inventaires ont aussi confirmé la présence (plus rare) de gastéropodes pulmonés tels que Planorbis planorbis, Acroloxus lacustris, Gyraulus crista ou Physella acuta, ainsi que de bivalves Veneroida tels que Pisidium supinum, Pisidium nitidum, Pisidium moitessierianum, Pisidium casertanum, Pisidium subtruncatum, Sphaerium corneum, Pisidium nitidum classa, Pisidium henslowanum et Musculum lacustre.

## Complexe touristique

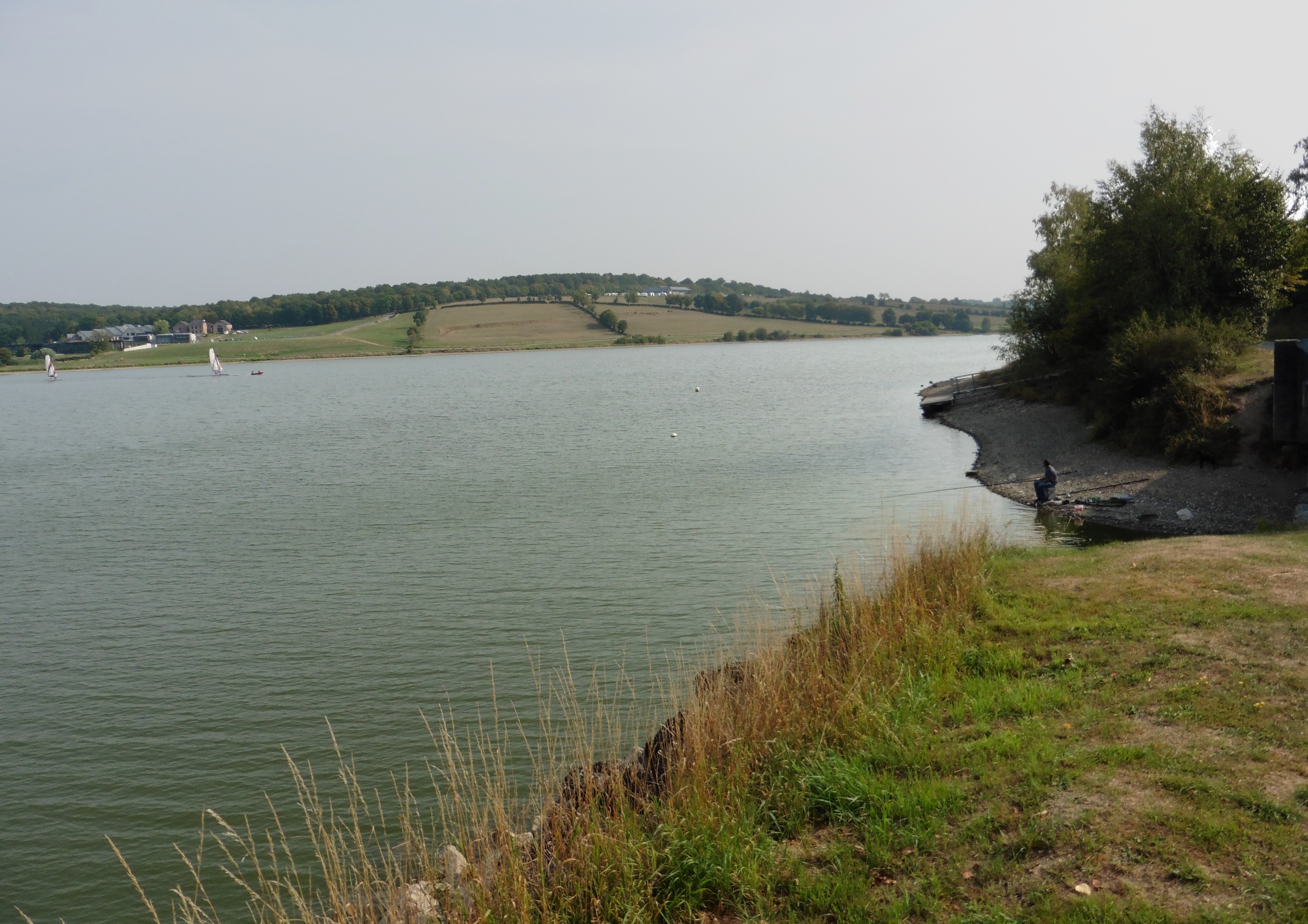
Complexe du lac du Val Joly vu de Grandes Pâtures

La vallée de l’Helpe a attiré plusieurs projets de promoteurs.
ValJoly a ainsi donné son nom à la station touristique du ValJoly (complexe touristique associant des lotissements et de nombreux équipements de loisirs), complétant un réseau de gîtes ruraux et de chambre d'hôtes respectivement développés dans l’Avesnois, développé avec l’aide du conseil général du Nord et du Parc naturel régional.